# A 13-as rendőrőrs
A 13-as rendőrőrs (eredeti cím: Assault on Precinct 13) 2005-ben bemutatott amerikai–francia akcióthriller, melyet James DeMonaco forgatókönyvéből Jean-François Richet rendezett.  John Carpenter 1976-os A 13-as rendőrőrs ostroma című filmjének adaptációja. A főbb szerepekben John Leguizamo, Maria Bello, Ja Rule, Drea de Matteo, Brian Dennehy és Gabriel Byrne látható.
Az Amerikai Egyesült Államokban 2005. január 19-én mutatták be.

## Cselekmény
Jake Roenick rendőr társaival együtt arra készül, hogy végleg bezárják Detroit egyik legrégebbi rendőrőrsét. Egy hóvihar miatt néhány elvetemült bűnözőt egy éjszakára ezen az őrsön kell elszállásolniuk. Amikor egy rivális banda megjelenik és vetélytársaik életére tör, a bűnözőknek és a rendőröknek szövetkezniük kell ellenük.

## Szereplők
| Színész                  | Szerep                 | Magyar hang        |
| ------------------------ | ---------------------- | ------------------ |
| Ethan Hawke              | Jake Roenick őrmester  | Schmied Zoltán     |
| Laurence Fishburne       | Marion Bishop          | Jászai László      |
| John Leguizamo           | Beck                   | Vári Attila        |
| Maria Bello              | Dr. Alex Sabian        | Haumann Petra      |
| Jeffrey "Ja Rule" Atkins | Smiley                 | Mesterházy Gyula   |
| Drea de Matteo           | Iris Ferry             | Kisfalvi Krisztina |
| Matt Craven              | Kevin Capra rendőr     |                    |
| Brian Dennehy            | Jasper O'Shea rendőr   | Koroknay Géza      |
| Gabriel Byrne            | Marcus Duvall százados | Benkő Péter        |
| Kim Coates               | Rosen rendőr           | Mikula Sándor      |
| Dorian Harewood          | Gil rendőr             | Rosta Sándor       |
| Currie Graham            | Mike Kahane hadnagy    |                    |
| Fulvio Cecere            | Ray Portnell rendőr    |                    |
| Titus Welliver           | Milos                  |                    |
| Aisha Hinds              | Anna                   |                    |

## Fogadtatás
A 30 millió dolláros költségvetésből készült film a bemutató hétvégéjén az 5. helyen nyitott az észak-amerikai jegypénztáraknál, 7 millió dollárt termelve. Észak-Amerikában 20 millió, a többi területen 15,3 millió dolláros bevételt ért el, összbevétele így 35,3 millió dollár lett.
A film vegyes kritikákat kapott, a Rotten Tomatoes weboldalon 165 kritika összegzése után 59%-os értékelésen áll.

## Fordítás
- Ez a szócikk részben vagy egészben  az   Assault on Precinct 13 (2005 film) című angol Wikipédia-szócikk fordításán alapul.  Az eredeti cikk szerkesztőit annak laptörténete sorolja fel. Ez a jelzés csupán a megfogalmazás eredetét és a szerzői jogokat jelzi, nem szolgál a cikkben szereplő információk forrásmegjelöléseként.